# 弗拉索廷采

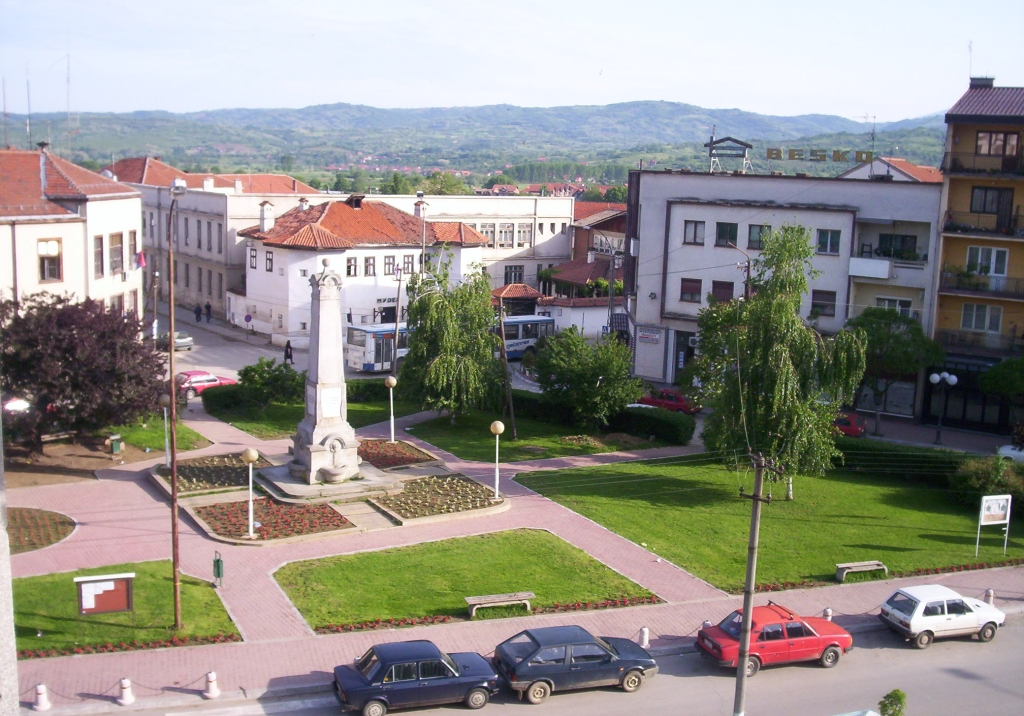

弗拉索廷采是塞爾維亞的城鎮，由雅布蘭尼卡州負責管轄，位於該國東南部，面積308平方公里，海拔高度234米，主要經濟活動是釀酒業，2011年人口12,127。

## 外部連結
- Municipality of Vlasotince （页面存档备份，存于）
- Radio Gaga and TV Vlasotince （页面存档备份，存于）
- Vlasotince in heart （页面存档备份，存于）